# 謝爾蓋·葉利謝耶夫
謝爾蓋·弗拉基米羅維奇·葉利謝耶夫（俄语：Сергей Владимирович Елисеев；1971年5月5日—），俄羅斯政治人物。其在2021年7月17日至2022年8月擔任加里寧格勒州第一副州長。2022年俄羅斯入侵烏克蘭和佔領赫爾松州後，他被任命為俄佔赫爾松軍民總署政府主席，後任代理州長。

## 生平
葉利謝耶夫於1971年5月5日出生於斯塔夫羅波爾邊疆區斯塔夫羅波爾。1993年葉利謝耶夫畢業於卡爾梅克國立大學，其加入政府後在1998年畢業於俄羅斯聯邦安全局學院。從1993年到2005年，他在聯邦安全局任職。其後他投身商界，直至2014年。
葉利謝耶夫已婚，育有兩女一子。

## 政治活動
葉利謝耶夫從2014年8月至2016年11月，擔任沃洛格達副市長。他直至2017年6月擔任加里寧格勒州政府副參謀長。葉利謝耶夫曾在俄羅斯聯邦總統駐西北聯邦區全權代表辦公室任職，2017年6月，他被任命為加里寧格勒州首席聯邦監察員。
2021年7月17日至2022年8月，葉利謝耶夫擔任加里寧格勒州第一副州長。
2022年俄羅斯入侵烏克蘭後，葉利謝耶夫在俄佔赫爾松任職。2022年7月5日，他被任命為俄佔赫爾松軍民總署政府主席。報導指，在葉利謝耶夫被任命為「政府首腦」後 ，赫爾松州州長弗拉基米爾·薩爾多實際上被剝奪了權力。8月4日，在弗拉基米爾·薩爾多被下毒住院並置於醫學誘導的昏迷狀態後，葉利謝耶夫獲任命為俄佔赫爾松代理州長，直至同年9月18日薩爾多恢復職務為止。

## 榮譽
- 勇氣勳章[1]
- 一級祖國功勳獎章[1]
- 二級祖國功勳獎章[1]
- 勇敢獎章[1]
- 俄羅斯聯邦總統榮譽證書[1]